# Fernán González
Fernán González († 970.) bio je kastiljski grof. Bio je sin grofa Gonzala Fernándeza Kastiljskog i supruge mu Muniadone, koje su se kasniji muslimani sjećali nazivavši kastiljske grofove Ibn Māma Duna.
Fernán se oženio gospom Sančom iz Pamplone. Ovo su Sančina i Fernánova djeca:
- Gonzalo
- Sančo
- Munio
- García Fernández Kastiljski
- Uraka Fernández
- Muniadona

Fernán postaše tast kralja Sanča II.
Druga supruga grofa Fernána bila je Uraka Sánchez.